# Контарини (род)
Контари́ни (итал. Contarini) — знатный венецианский патрицианский род.
Семья Контарини была одной из двенадцати благороднейших семей Венеции, среди её представителей значится восемь дожей Венецианской республики, четыре патриарха Венеции, 44 прокуратора Сан-Марко, а также другие известные личности. Семья богатела, получая прибыль от торговли на побережье Африки.

## Известные представители

### Венецианские дожи
- Доменико I Контарини (умер в 1071 году) — 30-й дож (1043—1071) ;
- Якопо Контарини (1194—1280)— 47-й дож (1275—1280) ;
- Андреа Контарини (1304 — 5 июня 1382) — 60-й дож (1367—1382) ;
- Франческо Контарини (1556—1624) — 95-й дож (1623—1624) ;
- Николо Контарини (1553—1631) — 97-й дож (1630—1631) ;
- Карло Контарини (1580—1656) — 100-й дож (1655—1656) ;
- Доменико II Контарини (1585—1675) — 104-й дож (1659—1675) ;
- Альвизе Контарини (1601—1684) — 106-й дож (1676—1684) ;

### Патриархи Венеции
- Маффео Контарини (умер в 1460 году) — 2-й патриарх Венеции (1456-1460)[1] ;
- Альвизе Контарини — 9-й патриарх Венеции в 1508 году ;
- Антонио Контарини — 10-й патриарх Венеции (1508-1524) ;
- Пьерфранческо Контарини — 12-й патриарх Венеции (1554-1555) ;

### Другие личности
- Элизабетта Контарини (XIII-XIV века)— супруга 52-го венецианского дожа Франческо Дандоло ;
- Франческо Контарини — 1421 — 1475 — венецианский дипломат, государственный деятель и историк, чья "Historia Etruria" (История Этрурии), написанная в стиле сочинения Цезаря "Записки о Галльской войне", представляет подробное описание политики Тосканы а 1454—1455 годы[2][3] ;
- Амброджо (Амвросий) Контарини (1429—1499) — знатный венецианец, путешественник, дипломат ;
- Бартоломео Контарини (XV век) — регент Афинского герцогства (1453—1454) ;
- Контарина Контарини (XV век) — супруга 69-го венецианского дожа Николо Марчелло ;
- Марино Контарини (XV век) — построил дворец Ка' д'Оро ;
- Джованни Маттео Контарини (умер в 1507 году) — картограф ;
  - Планисфера Контарини
- Франческо Контарини (XVI век — венецианский писатель и военный, заказал совместно со своим братом Паоло строительство виллы Контарини[4] ;
- Джакомо Контарини (XVI век) — венецианский математик ;
- Чечилия Контарини (XVI век)— супруга 86-го венецианского дожа Себастьяно Веньера ;
- Гаспаро Контарини (1483—1542) — кардинал и дипломат ;
- Джованни Контарини (1549—1605) — художник венецианской школы ;
- Симоне Контарини (27 августа 1563, Венеция — 10 января 1633) — венецианский поэт, художник и дипломат, венецианский посол при дворе королей Филиппа II и Людовика XIII, папы Павла V и султана Мехмеда III ;
- Альвизе Контарини (1597—1651) — дипломат, представлявший Венецианскую республику на Вестфальском мире ;
- Лодовико Контарини (умер 16 ноября 1653 года) — венецианский дипломат, патриарх Венеции ;
- Анджело Контарини (11 августа 1581 — 1657) — венецианский политический деятель, кандидат на должность дожа, брат дожа Доменико II Контарини[5] ;
- Паола Контарини (XVII век) — супруга Джанфранческо Пизани и матерь 114-го венецианского дожа Альвизе Пизани ;
- Марко Контарини (1631—1689) — прокуратор Венеции и музыкальный коллекционер, создал музыкальную библиотеку в своём дворце в Пьяццола-суль-Брента (Падуя)[6] ;

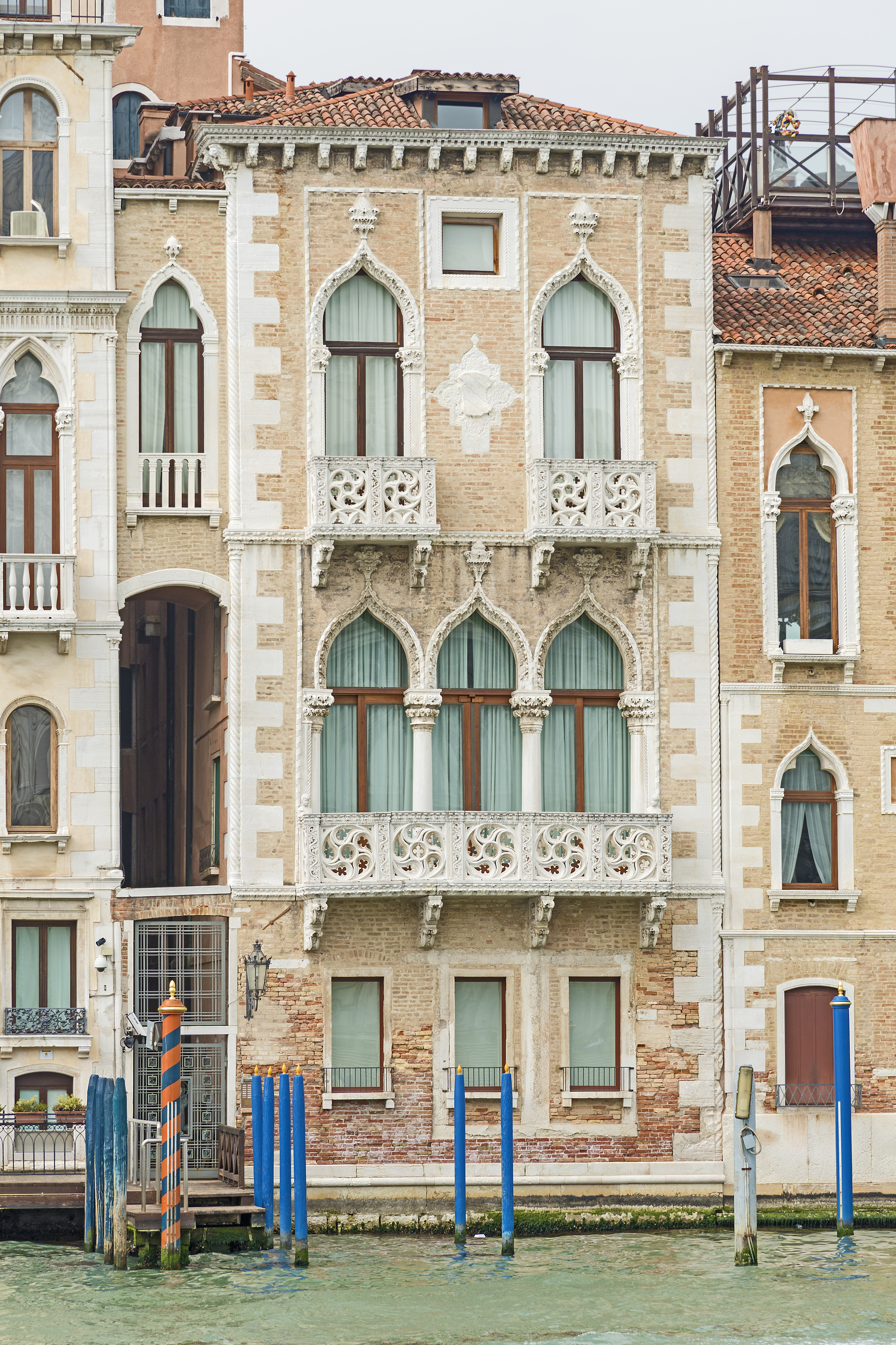
Палаццо Контарини Фазан.

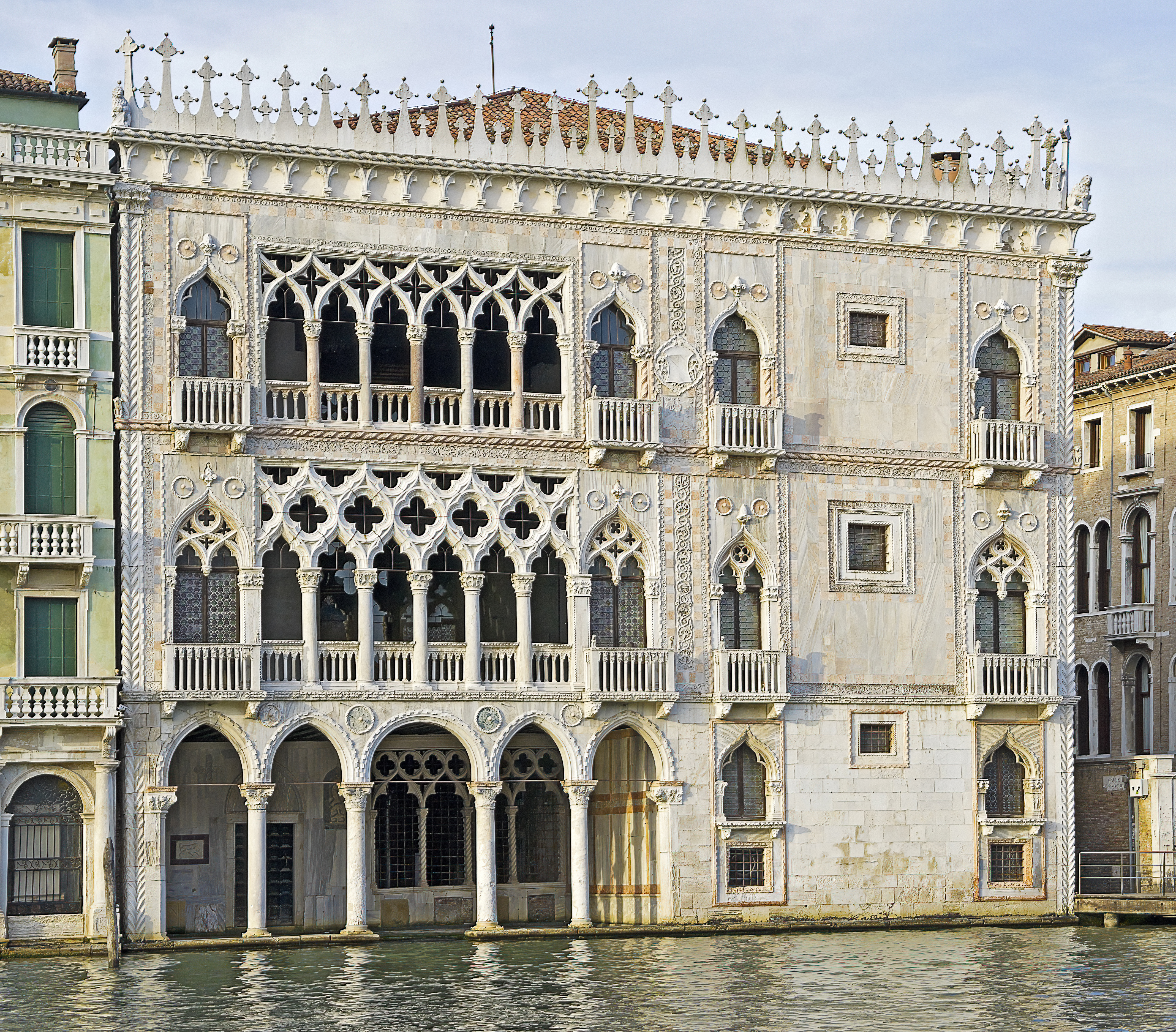
Дворец Ка’ д’Оро, построенный для семьи Контарини в 1428—1430 годах.

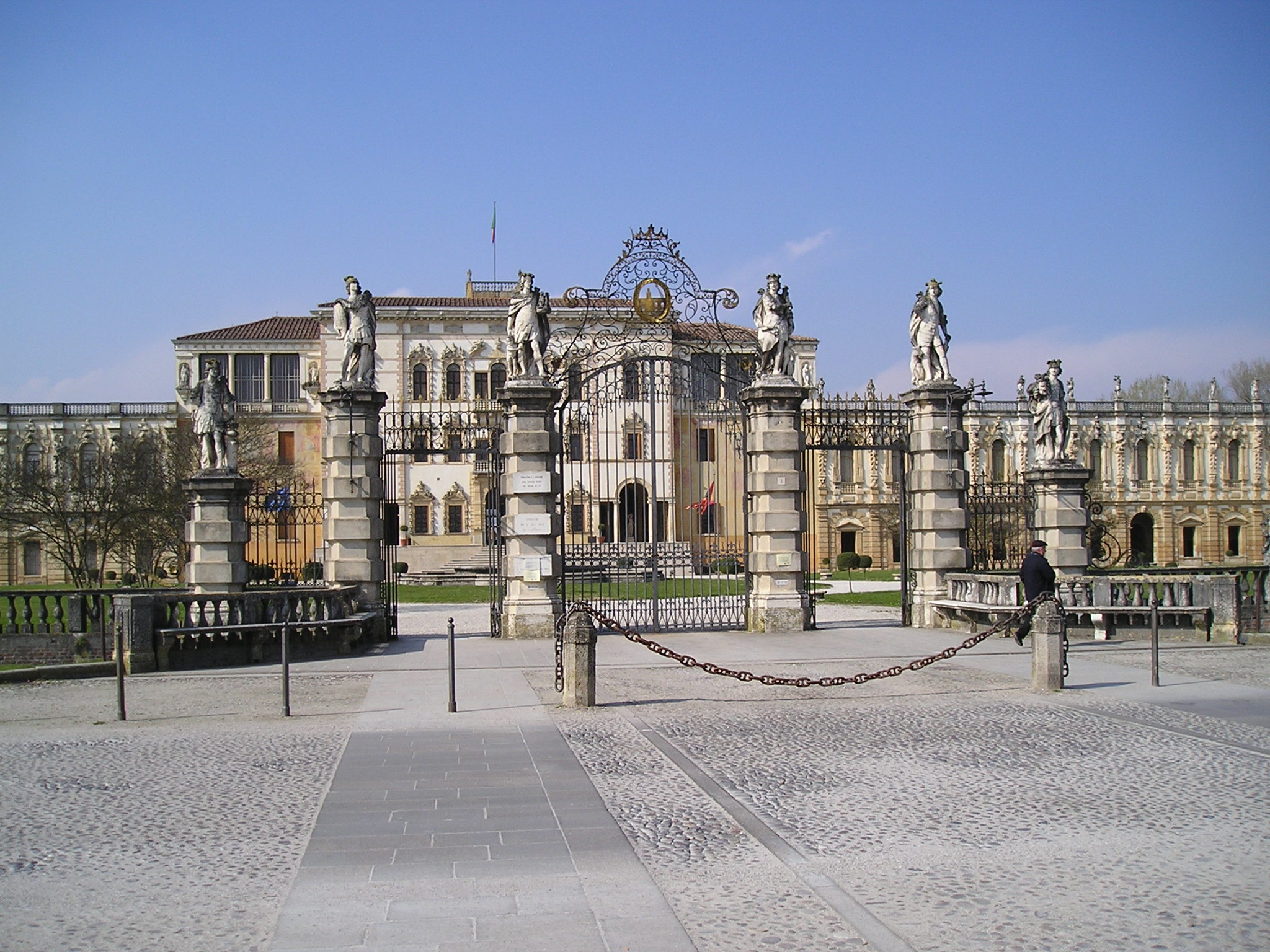
Вилла Контарини

## Семья
Контарини были одной из старейших семей основателей Венецианской республики. Они существовали и оставались в населении области Венеция благодаря расширению кровного родства семьи, представленном более чем двадцатью побочными и дворянскими титулами в настоящее время, а именно среди европейских потомков: монархов, королей и аристократов. Первое исторически достоверное упоминание о Контарини в документах датируется 960 годом, когда Доменико I был избран дожем с фамилией при рождении Контарини. К 1797 году, когда уже правили последние дожи, в истории Венеции их уже было восьмеро из семьи Контарини. Венецианская республика, в той или иной форме, оставалась независимым государством в течение более полутора тысяч лет. Но захват республики Наполеоном I ознаменовал её конец.
Семья Контарини вела республику через постоянно меняющиеся времена и перемены в торговле, технологиях, науке, религии, искусстве, банковском деле, финансах и заодно в дипломатии и военном деле. Многие состоятельные венецианцы, такие, как Контарини, пользовались денежной прибылью и благосостоянием от, к примеру, торговли пряностями (Дорога специй), которая обеспечивала долголетие, выполнение основного требования на пост дожа, исходя из постановления, что «дожем должен быть здоровый восьмидесятилетний человек, обладающий богатством и мудростью».
Контарини и их родственники наняли архитектора Андреа Палладио, который спроектировал для них несколько одних из самых выдающихся неоклассических сооружений в окрестностях Венеции. Важно то, что его работа удовлетворила клиентов. Во многих таких работах замечается минимализм и наблюдается диалог между их элементами. Стремление к чистоте линии, масштабу и пропорциям являются основополагающими факторами в труде Андреа Палладио Четыре книги об архитектуре, где описываются опорные точки дизайна архитектуры для любителей и профессионалов, и которым до сих пор пользуются учащиеся.

## В популярной культуре
В компьютерной игре Assassin's Creed II (2010) от компании Ubisoft, упоминается Игнасио Контарини, глава Совета десяти.